# Joanne Aluka
Joanne Aluka (26 de abril de 1979) é uma basquetebolista nigeriana.

## Carreira
Joanne Aluka integrou a Seleção Nigeriana de Basquetebol Feminino em Atenas 2004, terminando na décima-primeira posição.